# Главице (Сињ)
Главице су насељено место у саставу града Сиња, Сплитско-далматинска жупанија, Република Хрватска.

## Историја
До територијалне реорганизације у Хрватској налазиле су се у саставу старе општине Сињ.

## Становништво
На попису становништва 2011. године, Главице су имале 3.753 становника.
| Број становника по пописима | Број становника по пописима | Број становника по пописима | Број становника по пописима | Број становника по пописима | Број становника по пописима | Број становника по пописима | Број становника по пописима | Број становника по пописима | Број становника по пописима | Број становника по пописима | Број становника по пописима | Број становника по пописима | Број становника по пописима | Број становника по пописима | Број становника по пописима |
| --------------------------- | --------------------------- | --------------------------- | --------------------------- | --------------------------- | --------------------------- | --------------------------- | --------------------------- | --------------------------- | --------------------------- | --------------------------- | --------------------------- | --------------------------- | --------------------------- | --------------------------- | --------------------------- |
| 1857                        | 1869                        | 1880                        | 1890                        | 1900                        | 1910                        | 1921                        | 1931                        | 1948                        | 1953                        | 1961                        | 1971                        | 1981                        | 1991                        | 2001                        | 2011                        |
| 1.202                       | 1.265                       | 1.349                       | 1.371                       | 1.630                       | 2.187                       | 2.226                       | 2.578                       | 2.741                       | 2.914                       | 3.093                       | 3.376                       | 3.775                       | 4.055                       | 3.876                       | 3.753                       |

Напомена: У 1991. смањено за делове подручја насеља који су припојени насељима Јасенско и Сињ, за које и садржи део података од 1857. до 1981.

### Попис 1991.
На попису становништва 1991. године, насељено место Главице је имало 4.055 становника, следећег националног састава:
| Попис 1991.‍   | Попис 1991.‍  | Попис 1991.‍ | Попис 1991.‍ | Попис 1991.‍ |
| ------------- | ------------ | ----------- | ----------- | ----------- |
|               |              |             |             |             |
| Хрвати        | Хрвати       |             | 3.965       | 97,78%      |
| Југословени   | Југословени  |             | 14          | 0,34%       |
| Македонци     | Македонци    |             | 4           | 0,09%       |
| Словенци      | Словенци     |             | 2           | 0,04%       |
| Срби          | Срби         |             | 2           | 0,04%       |
| Муслимани     | Муслимани    |             | 1           | 0,02%       |
| Немци         | Немци        |             | 1           | 0,02%       |
| Пољаци        | Пољаци       |             | 1           | 0,02%       |
| Словаци       | Словаци      |             | 1           | 0,02%       |
| Чеси          | Чеси         |             | 1           | 0,02%       |
| остали        | остали       |             | 1           | 0,02%       |
| неопредељени  | неопредељени |             | 19          | 0,46%       |
| регион. опр.  | регион. опр. |             | 6           | 0,14%       |
| непознато     | непознато    |             | 37          | 0,91%       |
| укупно: 4.055 |              |             |             |             |